# Mimocularia cineracea
Mimocularia cineracea là một loài bọ cánh cứng trong họ Cerambycidae.